# Myloplus planquettei
Myloplus planquettei  es una especie de pez de la familia Serrasalmidae en el orden de los Characiformes.

## Morfología
Los machos pueden llegar alcanzar los 58 cm de longitud total.
- Número de  vértebras: 40-41.[3]

## Hábitat
Vive en zonas de clima tropical.

## Distribución geográfica
Se encuentran en Sudamérica:  cuencas de los ríos  Mana,  Maroni y Esequibo en las Guayanas.